# Atletica leggera agli XI Giochi panafricani - 110 metri ostacoli
La specialità dei 110 metri ostacoli maschili agli XI Giochi panafricani si è svolta il 13 e 14 settembre 2015 allo Stade Municipal de Kintélé di Brazzaville, nella Repubblica del Congo.

## Podio
| Oro     | Antonio Alkana Sudafrica |
| Argento | Lyés Mokddel Algeria     |
| Bronzo  | Tyron Akins Nigeria      |

## Risultati

### Batterie
Qualificazione: i primi 3 di ogni batteria (Q) e i 2 migliori tempi degli esclusi (q) si qualificano in finale.
Vento:
Gruppo 1: -0.1 m/s, Gruppo 2: -0.3 m/s
| Class | Gruppo | Nome                  | Nazione        | Tempo | Note   |
| ----- | ------ | --------------------- | -------------- | ----- | ------ |
| 1     | 2      | Antonio Alkana        | Sudafrica      | 13.60 | Q      |
| 2     | 1      | Tyron Akins           | Nigeria        | 13.86 | Q      |
| 3     | 2      | Lyés Mokddel          | Algeria        | 13.93 | Q      |
| 4     | 1      | Bano Traoré           | Mali           | 14.03 | Q      |
| 5     | 1      | Kiprono Koskei        | Kenya          | 14.48 | Q,     |
| 6     | 1      | Behailu Alemshet      | Etiopia        | 14.62 | q,     |
| 7     | 2      | William Mbevi Mutunga | Kenya          | 14.70 | Q      |
| 8     | 1      | Michel Itoua          | Rep. del Congo | 14.86 | q,     |
| dq    | 2      | Alex Al-Ameen         | Nigeria        | dq    | R162.8 |
| dns   | 2      | Henok Masresha        | Etiopia        | dns   |        |

### Finale
Vento: +0.5 m/s
| Class   | Corsia | Nome                  | Nazione        | Tempo | Note                                     |
| ------- | ------ | --------------------- | -------------- | ----- | ---------------------------------------- |
| Oro     | 4      | Antonio Alkana        | Sudafrica      | 13.32 | Record dei Giochi                        |
| Argento | 5      | Lyés Mokddel          | Algeria        | 13.49 |                                          |
| Bronzo  | 6      | Tyron Akins           | Nigeria        | 13.54 |                                          |
| 4       | 7      | Bano Traoré           | Mali           | 13.87 |                                          |
| 5       | 9      | Kiprono Koskei        | Kenya          | 14.30 | Miglior prestazione personale stagionale |
| 6       | 8      | William Mbevi Mutunga | Kenya          | 14.31 | Miglior prestazione personale stagionale |
| 7       | 3      | Michel Itoua          | Rep. del Congo | 14.90 |                                          |
| dq      | 2      | Behailu Alemshet      | Etiopia        | dq    | R168.7                                   |